# ابراهیما سیسه
ابراهیما سیسه (انگلیسی: Ibrahima Cissé؛ زادهٔ ۲۸ فوریهٔ ۱۹۹۴) بازیکن فوتبال اهل بلژیک-گینه است.
از باشگاه‌هایی که در آن بازی کرده است می‌توان به باشگاه فوتبال سرن یونایتد، باشگاه فوتبال مشلان، باشگاه فوتبال استاندارد لیژ، و باشگاه فوتبال فولام اشاره کرد.
وی همچنین در تیم‌های ملی فوتبال زیر ۱۷ سال بلژیک، زیر ۱۹ سال بلژیک، زیر ۲۱ سال بلژیک، و گینه بازی کرده است.